# Bão mùa đông Bắc Mỹ dịp Năm mới 2020–21
Bão mùa đông Bắc Mỹ dịp Năm mới 2020–21 (tiếng Anh: 2020–21 New Year's North American winter storm), là một hệ thống bão lớn mang theo một lượng tuyết và băng rộng lớn đến một số vùng của đồng bằng cao, Trung và Đông Bắc Hoa Kỳ trong kỳ nghỉ năm mới từ ngày 30 tháng 12, 2020 đến ngày 2 tháng 1, 2021. Hệ thống bắt đầu phát triển vào đầu ngày 30 tháng 12 và bắt đầu gây mưa đến một số vùng của Texas, dần dần mạnh lên thành một vùng áp thấp (ngoài nhiệt đới) hình thành gần phía tây Vịnh Mexico. Cơn bão mùa đông di chuyển về phía bắc và mang theo tuyết rơi dày, băng và gió mạnh đến phần lớn trung tâm của vùng Trung Tây Hoa Kỳ và các vùng nội địa của Đông Bắc Hoa Kỳ và New England, gây ra những tác động trên diện rộng và các vấn đề về giao thông.
Trước khi cơn bão quét qua, Oklahoma đã tuyên bố tình trạng khẩn cấp cho hàng chục quận do dự báo thời tiết băng giá; cơn bão băng xảy ra chỉ vài tháng sau khi một cơn bão băng tàn phá tác động đến tiểu bang vào cuối tháng 10. Ở các tiểu bang khác, thời tiết mùa đông đã gây ra tới 100.000 vụ mất điện. Một người đã thiệt mạng ở Missouri, do đường sá nguy hiểm. Cơn bão gây thiệt hại hơn 35 triệu đô la (2021 USD). Bão được đặt tên (nhưng không chính thức) là bão John, bởi The Weather Channel.

## Lịch sử khí tượng

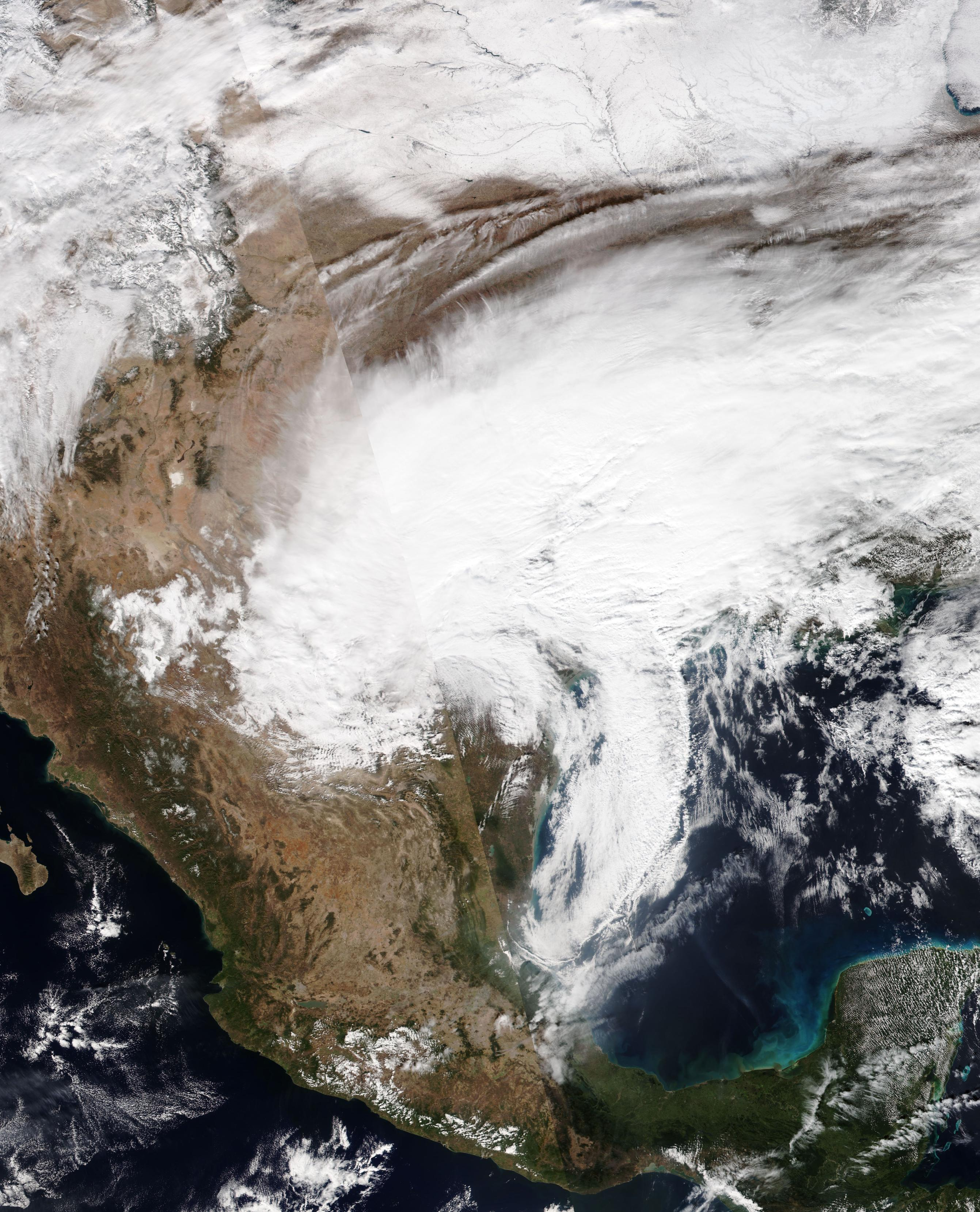
Hình ảnh vệ tinh của bão mùa đông Bắc Mỹ dịp Năm mới 2020–21 lúc đang đổ bộ Texas, vào ngày 31 tháng 12.

Vào ngày 30 tháng 12, một vùng áp thấp ngoài nhiệt đới hình thành trên phía bắc Vịnh Mexico, phía nam Texas. Vào cuối ngày hôm đó, vùng áp thấp này đã đổ bộ vào đông nam Texas. Ở Tây Texas, tuyết, mưa và mưa đá bắt đầu rơi, khiến nhà chức trách đã phải ban hành Cảnh báo bão mùa đông trên khắp khu vực và cả Oklahoma. Trong vài ngày tiếp theo, bão di chuyển về phía đông bắc, tiếp tục mạnh lên và sau đó mang đến thời tiết lạnh hơn cho khu vực Đông Bắc Hoa Kỳ. 

## Chuẩn bị và tác động
Trước và trong thời gian cơn bão hoạt động, Dịch vụ Thời tiết Quốc gia Hoa Kỳ (NWS) đã phát đi các thông báo và cảnh báo bão tuyết trên một khu vực rộng lớn của miền Trung Hoa Kỳ, trải dài từ Texas đến tận Maine khi hệ thống tiến triển. Ngoài ra, các Cảnh báo bão băng cũng được phát đi ở một số vùng của Illinois, đặc biệt do dự đoán có sự tích tụ băng rộng rãi ít nhất 0,25 inch (6,4 mm).

### Miền Trung Hoa Kỳ
Mức độ khắc nghiệt bất thường của thời tiết mùa đông đã dẫn đến việc đóng cửa một phần của Xa lộ Liên tiểu bang 10 ở Texas, khiến hàng chục du khách bị mắc kẹt và phải tìm nơi trú ẩn trong hai trường tập gym ở Marfa. Xa lộ Liên tiểu bang 20 cũng gặp phải tình trạng chậm trễ kéo dài 13 giờ. Công viên Quốc gia Big Bend đã phải đóng cửa do tuyết rơi dày lên tới 2 feet (24 inch; 61 cm). Hai người di cư đã thiệt mạng sau khi bị mắc kẹt trong cơn bão ở Tây Texas.
Tại Oklahoma, thống đốc Kevin Stitt đã tuyên bố tình trạng khẩn cấp cho 39 quận vào ngày 31 tháng 12 do thời tiết mùa đông nguy hiểm sắp đến. Thành phố Oklahoma ghi nhận mức tuyết rơi cao nhất trong một ngày với khoảng 4 inch (10 cm). Ngoài ra, sự tích tụ băng đã gây ra nhiều vấn đề nghiêm trọng và hàng nghìn vụ mất điện trên toàn bang, do mưa đông lạnh tích tụ trên dây điện và cây cối, làm cho chúng bị nặng thêm dẫn đến gãy, đổ.
Thành phố Kansas, thuộc bang Missouri, đã trải qua lượng tuyết rơi lớn nhất trong nhiều tháng, ghi nhận tới 3,5 inch (8,9 cm) ở một số khu vực trong thành phố, tương đương với mức tuyết rơi kỷ lục trong ngày 1 tháng 1, kỷ lục này đã được thiết lập vào năm 1948 tại Sân bay Quốc tế Kansas City. Bộ Giao thông Vận tải Missouri (MoDOT) đã cảnh báo du khách nên tránh xa các tuyến đường do thời tiết mùa đông và băng giá. Một xe tải kéo bị lật đã khiến các làn đường đi hướng bắc của Xa lộ Liên tiểu bang 49 bị cấm đường vào sáng sớm ngày 1 tháng 1. Một người đàn ông 38 tuổi đã thiệt mạng trong cơn bão khi bị một xe khác va chạm khi cố gắng cảnh báo cư dân về các đoạn đường băng giá vào ngày 1 tháng 1.